# Goniothalamus kostermansii
Goniothalamus kostermansii är en kirimojaväxtart som beskrevs av Mat-salleh. Goniothalamus kostermansii ingår i släktet Goniothalamus och familjen kirimojaväxter. Inga underarter finns listade i Catalogue of Life.